# Mimomenyllus aruensis
Mimomenyllus aruensis là một loài bọ cánh cứng trong họ Cerambycidae.